# Rodolfo Usigli
Rodolfo Usigli, född 1905, död 1979, var en mexikansk dramatiker. Usigli föddes i Mexico City som son till en italiensk far och en polsk mor. Han behandlade gärna politiska ämnen på ett ibland kontroversiellt sätt. Dramat El Gesticulador (1938) drabbades av den mexikanska censuren. Teaterns uppgift ansåg han vara att skildra politiska skeenden så som det verkligen gått till. I åtskilliga av hans dramer spelar starka kvinnor en framträdande roll.